# 伯灵顿 (科罗拉多州)
伯灵顿（英語：Burlington），是美国科罗拉多州基特卡森縣下属的一座城市。建市于1888年1月12日，面积大约为2.094平方英里（5.423平方公里）。根据2010年美国人口普查，该市有人口4,254人。2011年估计该市有人口4,074人，相比2010年人口增长率为-4.23%。同时，论人口该市是科罗拉多州第83大城市。